# Pseudozizeeria maha
Pseudozizeeria maha är en fjärilsart som beskrevs av Vincenz Kollar 1848. Pseudozizeeria maha ingår i släktet Pseudozizeeria och familjen juvelvingar. Inga underarter finns listade.

## Bildgalleri

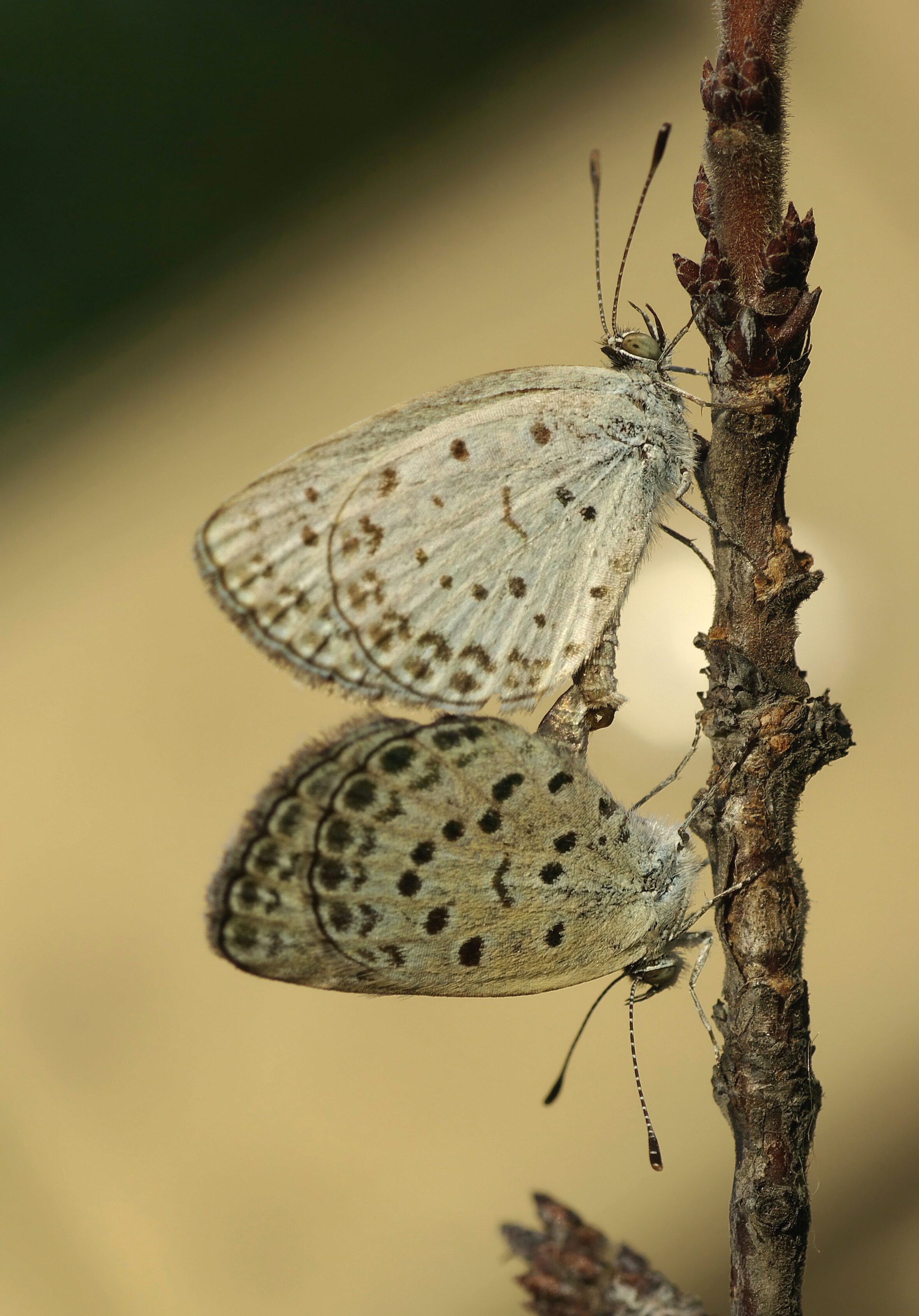
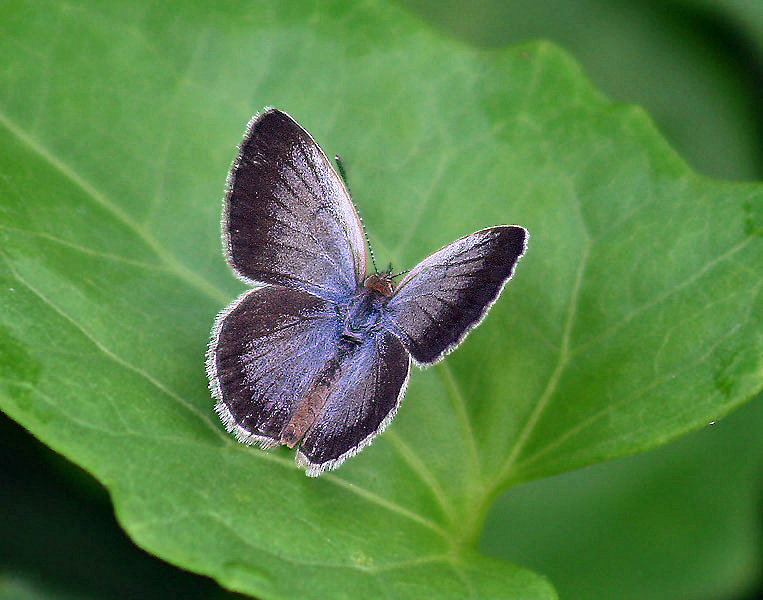
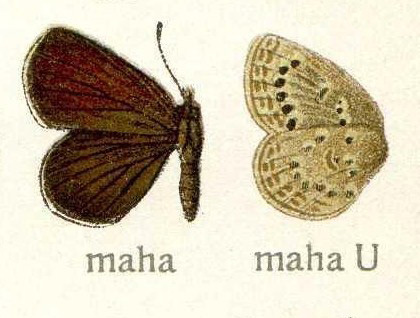
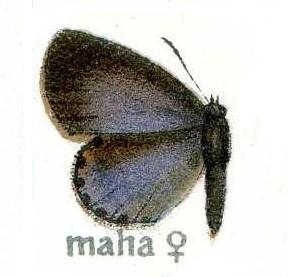
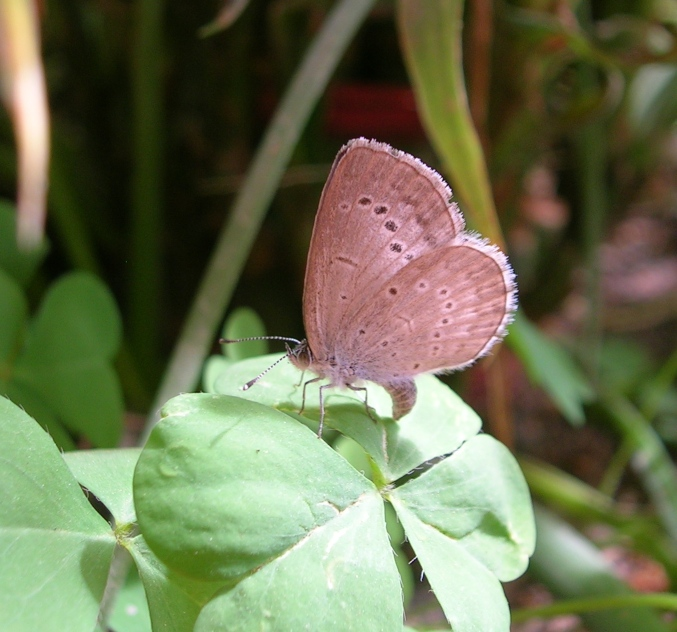
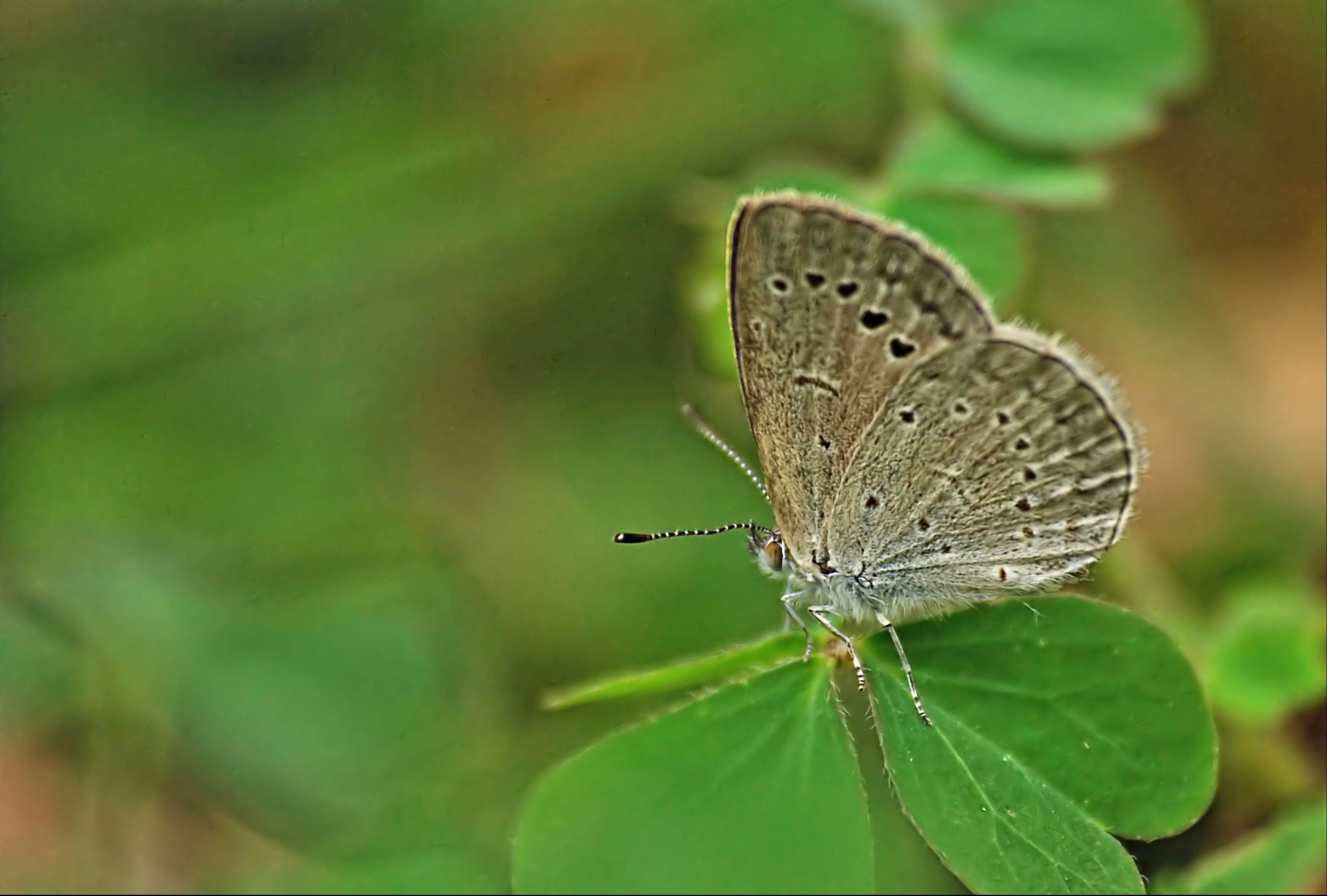